# Những người sống và những người chết
Những người sống và những người chết (tiếng Nga: Живые и мёртвые) là tác phẩm đầu tiên trong bộ ba tiểu thuyết (Những người sống và những người chết, Người ta sinh ra không phải đã là lính, Mùa hè cuối cùng) về đề tài Chiến tranh Vệ quốc (1941 - 1945) của nhà văn Konstantin Simonov. Hai phần đầu tiên của cuốn tiểu thuyết được xuất bản vào các năm 1959 và 1962, phần thứ ba vào năm 1971.

## Nội dung
Tác phẩm được sáng tác theo hơi hướng sử thi, toàn bộ cốt truyện trải dài theo trình tự từ tháng 6 năm 1941 cho đến tháng 7 năm 1944.

## Đánh giá
Theo các nhà phê bình văn học Soviet, đây là một trong những cuốn tiểu thuyết hay nhất về đề tài Chiến tranh Vệ quốc.

## Chuyển thể
- Những người sống và những người chết (phim, 1963)
- Báo thù (phim, 1967)